# Fenestrierung
Der Begriff Fenestrierung (von lat. fenestra, dt. ‚Fenster‘; eingedeutscht Fensterung, engl. Fenestration) wird in der Medizin vielseitig verwendet.
In der Chirurgie für eine fensterartige Gewebeausschneidung, wie beispielsweise bei einer Augenmuskeloperation. Handelt es sich dabei um eine Zugangsbildung zu einem Organ, so spricht man von einer äußeren Fenestrierung. Ein Beispiel hierfür ist die Caldwell-Luc-Operation als Kieferhöhleneröffnung. Werden zwei Hohlsysteme miteinander verbunden, so spricht man von einer inneren Fenestrierung. Dies ist beispielsweise bei der Läwen-Balkenfensterung der Fall.

## Weitere Beispiele
Ein weiteres Beispiel für eine Fensterung ist die Bogengangsfensterung.
In der Anatomie werden die Öffnungen in Blutkapillaren (= fenestrierte Kapillaren) und Lymphgefäßen als Fenestrierungen bezeichnet.
In der Herzchirurgie wird die Herzbeutelfensterung (Perikardfensterung/-fenestrierung) angewendet, um durch Einschneiden einer Öffnung in den Herzbeutel (Größe situationsabhängig, z. B. in Briefmarkengröße) oder durch dessen vollständige Entfernung (Perikardektomie, wie sie von 1920 bis 1939 von Ludwig Rehn, Victor Schmieden und Ferdinand Sauerbrauch sowie Claude S. Beck zum Routineverfahren wurde) einen Perikarderguss dauerhaft über den Bauchraum abzuleiten. Ausführung erfolgt als Operation in Narkose.